# Elkhart (Texas)
Elkhart es un pueblo ubicado en el condado de Anderson en el estado estadounidense de Texas. En el Censo de 2010 tenía una población de 1.371 habitantes y una densidad poblacional de 343,51 personas por km².

## Geografía
Elkhart se encuentra ubicado en las coordenadas 31°37′41″N 95°34′43″O / 31.62806, -95.57861. Según la Oficina del Censo de los Estados Unidos, Elkhart tiene una superficie total de 3.99 km², de la cual 3.98 km² corresponden a tierra firme y (0.39%) 0.02 km² es agua.

## Demografía
Según el censo de 2010, había 1.371 personas residiendo en Elkhart. La densidad de población era de 343,51 hab./km². De los 1.371 habitantes, Elkhart estaba compuesto por el 84.03% blancos, el 9.34% eran afroamericanos, el 1.02% eran amerindios, el 0.22% eran asiáticos, el 0% eran isleños del Pacífico, el 2.7% eran de otras razas y el 2.7% pertenecían a dos o más razas. Del total de la población el 8.24% eran hispanos o latinos de cualquier raza.